# Sibulaküla
Sibulaküla is een subdistrict of wijk (Estisch: asum) binnen het stadsdistrict Kesklinn in Tallinn, de hoofdstad van Estland. De naam betekent ‘uiendorp’. In de wijk lagen ooit groentetuinen. Uien behoorden tot de gewassen die daar geteeld werden.
De wijk telde 2.165 inwoners op 1 januari 2020. Ze grenst aan de wijken Südalinn, Maakri, Keldrimäe, Veerenni en Tatari.

## Voorzieningen

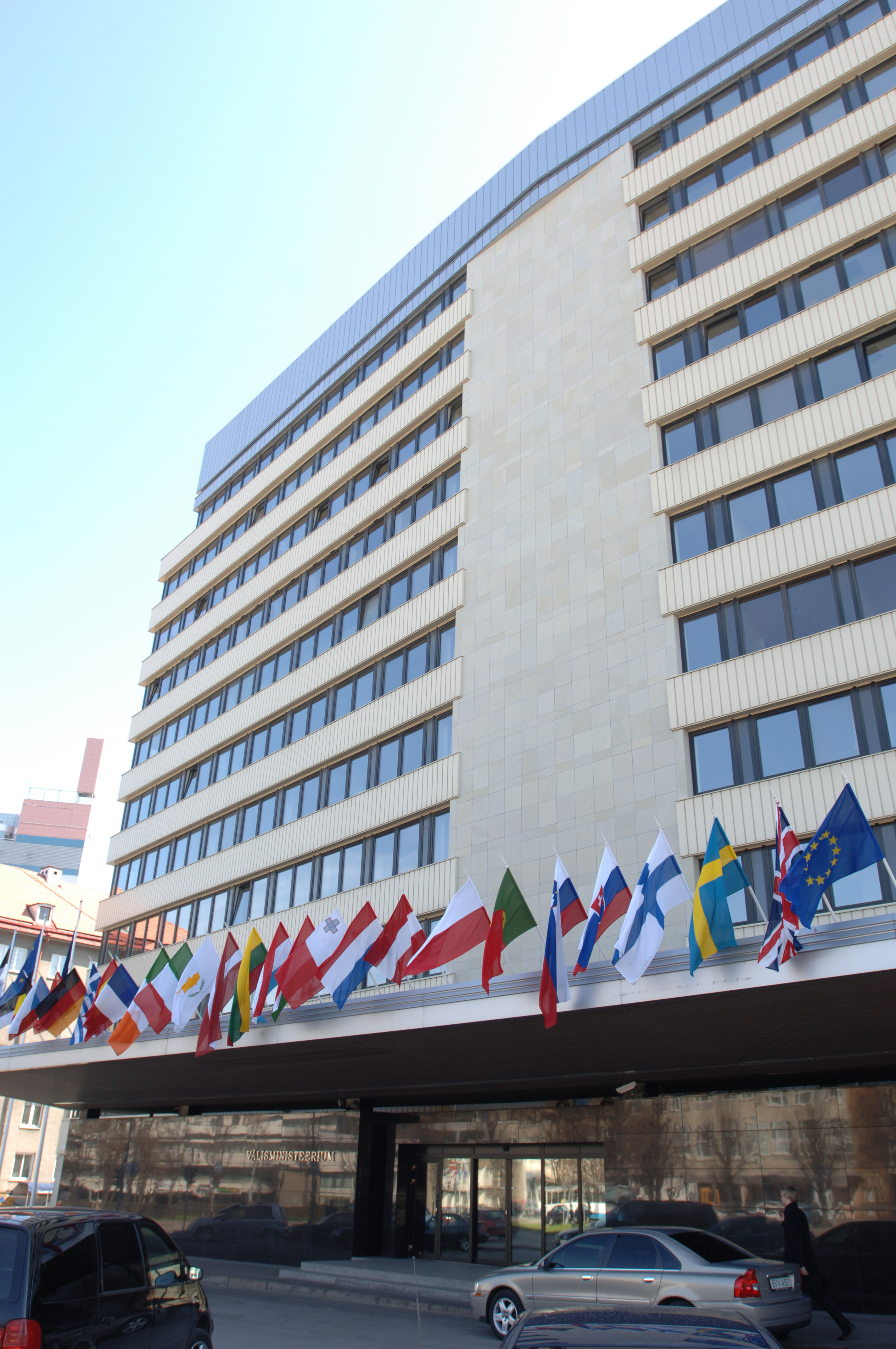
Het ministerie van Buitenlandse Zaken van Estland, vroeger het kantoor van de Communistische Partij van Estland

Tijdens de Tweede Wereldoorlog werd Tallinn op 9 maart 1944 zwaar gebombardeerd door de luchtmacht van de Sovjet-Unie. Sibulaküla behoorde tot de zwaarst getroffen wijken en werd vrijwel met de grond gelijk gemaakt. Na de oorlog werd de wijk opnieuw opgebouwd volgens de ideeën van de Sovjet-Unie over stadplanning. De wijk bestaat vooral uit appartementencomplexen.
In Sibulaküla kwam het hoofdkwartier van de Communistische Partij van Estland te staan, op het adres Lenini puiestee 9. Tussen 1950 en 1991 heette de huidige Rävala puiestee ‘Lenini puiestee’. Op het pleintje voor het partijkantoor stond een standbeeld van Lenin. Op 23 augustus 1991 is het standbeeld weggehaald (en daarbij zwaar beschadigd). Het pleintje werd omgedoopt in Islandi väljak (‘IJslandplein’). IJsland was namelijk op 21 augustus 1991 het eerste land dat Estland erkende na het herstel van de onafhankelijkheid op  de dag daarvoor. Het vroegere hoofdkwartier van de – inmiddels verboden – communistische partij had nu het adres Islandi väljak 1.
In september 1991 werd het hoofdkwartier genationaliseerd. Het jaar daarop vestigde het Estische ministerie van Buitenlandse Zaken (Estisch: Välisministeerium) zich in het gebouw.
Een ander gebouw dat tijdens de Sovjetbezetting is neergezet, is het hotel Olümpia. Het hotel is gebouwd met het oog op de verwachte toeloop van sporters en bezoekers tijdens de Olympische Zomerspelen van 1980. Het onderdeel zeilen werd toen gehouden in de Baai van Tallinn. Het hotel werd feestelijk geopend op 6 april 1980. Het hotel maakt tegenwoordig deel uit van de Radisson Blu-keten; de volledige naam luidt Radisson Blu Hotel Olümpia. Op een steenworp afstand, in de wijk Maakri, ligt een ander Radisson Blu Hotel.
De wijk heeft ook een klein park, het Lembitu park.

## Vervoer
De grenzen van de wijk lopen langs de wegen Rävala puiestee, Ants Lauteri tänav, Liivalaia tänav en Kentmanni tänav. Sibulaküla wordt bediend door een aantal buslijnen.